# Distoleon kabulensis
Distoleon kabulensis is een insect uit de familie van de mierenleeuwen (Myrmeleontidae), die tot de orde netvleugeligen (Neuroptera) behoort. 
Distoleon kabulensis is voor het eerst wetenschappelijk beschreven door Hölzel in 1972.